# معركة جديوية
معركة جديوية أو معركة الشلف هي معركة وقعت في 28 أبريل 1701 على ضفاف وادي الشلف، بين جيوش السلطان العلوي إسماعيل بن الشريف وجيش مصطفى بن يوسف بك أمير معسكر المرابط بإيالة الجزائر.

## خلفية
دخلت القوات الشريفية المعركة ضد إيالة الجزائر. وقاد زيدان ابن إسماعيل حملة لانتزاع تلمسان منها. ونجح زيدان في السيطرة على تلمسان، ثم استولى على معسكر واستباح قصر الباي، لكنه عقد هدنة مع إيالة الجزائر، خوفا من ضياع الغنائم، وعاد إلى السلطنة الشريفة. غضب السلطان إسماعيل بن الشريف من هذا السلام لأنه يسمح لإيالة الجزائر بالتركيز على جبهتها الشرقية وهزيمة جيش إيالة تونس في سطيف وقسنطينة. فأقال إسماعيل بن شريف ابنه زيدان من قيادة الجيش وذهب بنفسه في الحملة ضد إيالة الجزائر. فتقدم إلى غاية وادي الشلف. جمع الداي الحاج مصطفى، المنتصر في الشرق، قوات من المساعدين من القبائل في طريقه لمواجهة الوضع. وجرى اللقاء بين الجيشين في وادي الشلف، وبالتحديد على ضفاف أحد روافد الشديوية (جديوية حاليًا).
سعى داي الجزائر الحاج شعبان إلى توحيد المغرب الكبير بأكمله تحت سلطته. ولتحقيق هذا الهدف ابتعد عن الحرب البحرية مع أوروبا وحشد كل القوات المتاحة في حروب ضد جيرانه.

## المعركة
وقعت المعركة في 28 أبريل 1701 وبدأت اشتباكات الجيشين بين 50,000 جندي من السلطنة الشريفة و 10,000 جندي من إيالة الجزائر. ثم انتهت المعركة بانتصار إيالة الجزائر، وغادرت القوات الشريفية فيما بعد تلمسان.

## التداعيات
استمر الداي مصطفى في سياسة سلفه، فواجه لأول مرة الجيوش المشتركة لتونس وطرابلس في أكتوبر 1700، ثم واجه جيش مولاي إسماعيل في أبريل 1701. على الرغم من أن انتصاراته الساحقة، والغنائم وتعويضات الحرب التي فرضها على المهزومين، لم تحل المشاكل المالية لإيالة الجزائر، ففي الواقع، جاءت هذه الانتصارات نتيجة لتعبئة استثنائية وكانت جد مكلفة. إذ زاد عدد المقاتلين الذين يتقاضون رواتبهم إلى مستوى لم تتمكن ميزانية الدولة من تحمله لفترة طويلة، كما تم إنفاق أموال طائلة لدفع وصيانة آلاف الفرسان المجندين من مناطق مختلفة من البلاد.

## أنظر أيضا
- الحرب التونسية الجزائرية
- حملة وهران (1707)